# Cavalieri Union Rugby Prato Sesto
I Cavalieri Union Rugby sono una franchigia italiana di rugby a 15 con sede a Prato. Il club, fondato nel 2010, rappresenta le città di Prato e Sesto Fiorentino.

## Storia
L'Unione Rugby Prato Sesto nasce nel 2010, disputando per tre anni il campionato nazionale di serie B, raccogliendo l'eredità del Sesto Rugby, promosso dalla serie C alla B nel 2009-10. Al termine della stagione 2012-13 la squadra conquista la promozione in serie A2. L'argentino Luis Otano, ex preparatore atletico e rugbista del I Cavalieri, è uno dei giocatori che rende possibile la promozione; sulla panchina dell'Unione vi è l'ex azzurro Rima Wakarua nel doppio ruolo di giocatore-allenatore. Wakarua continuerà a giocare con la maglia del club fino alla stagione 2015-16.
Alla prima stagione in A2 la squadra conquista un 7º posto finale in classifica generale e la salvezza. Dalla stagione successiva, con la riforma dei campionati minori, la squadra è iscritta in serie A.
Nel maggio 2015 due importanti realtà del rugby toscano, l'Unione Rugby Prato Sesto e i Cavalieri ASD, danno vita alla società Cavalieri Union Rugby Prato Sesto, abbreviata Cavalieri Union Rugby. Al progetto prende poi parte anche il Gispi Rugby Prato, che opera soprattutto nel settore giovanile del vivaio con i suoi 600 tesserati.
Nella stagione 2015-16 la squadra non riesce a conquistare i play-off, ottenendo la salvezza con un 2º posto nella pool retrocessione. L'anno successivo la squadra recita lo stesso copione del precedente, nonostante l'arrivo sulla panchina dell'allenatore Carlo Pratichetti, mentre la formazione Under-18 raggiunge le fasi finali nazionali. Nel 2017-18 conquista la pool promozione, classificandosi al primo posto nel girone, mentre la stagione successiva è terza nel girone.
A causa della pandemia da Covid.19 i campionati della stagione agonistica 2020/21 non vengono disputati.
Nel luglio 2021 viene rinnovato il Consiglio Direttivo con Francesco Fusi come presidente.
Nella stagione 2021-22 la società schiera una squadra in Serie A, una squadra in serie C, due squadre Under-19 (Élite e Regionale), due squadre Under-17 (Élite e Regionale) ed una squadra Under-15. Forte è la collaborazione con Gispi Rugby Prato e Sesto Rugby per la crescita del vivaio atleti Under-13, Under-11, Under-9 ed Under-7.
Dalla stagione 2020-21 la società ha come Director of Rugby ed allenatore della Serie A Alberto Chiesa, già giocatore del Calvisano in Top12. 
Nella stagione 2022-23 il club ha riconfermato la bontà del progetto sportivo, classificandosi come migliore seconda squadra nel girone Centro/Sud e disputando i playoff promozione con il Vicenza, perdendo i due match di accesso alla serie A Élite. Nella SS 2023/24 la prima squadra si è classificata come miglior seconda nel campionato italiano di Serie A andando ad affrontare il Cus Torino nelle semifinali per l'accesso alla Serie A Elite. Uscita sconfitta ai pinti nel secondo match a Torino, nella SS 2024/25 ha giocato nel campionato Serie A1 organizzato da FIR. Sempre nella SS 2023/24 la squadra Cadetta ha vinto il proprio girone e si è guadagnata così l'accesso alla Serie B.
Nel luglio 2024 viene rinnovato il Consiglio Direttivo, che attualmente conta sette membri, con Maurizio Sansone come Presidente e Vice Presidente Simone Marioni.

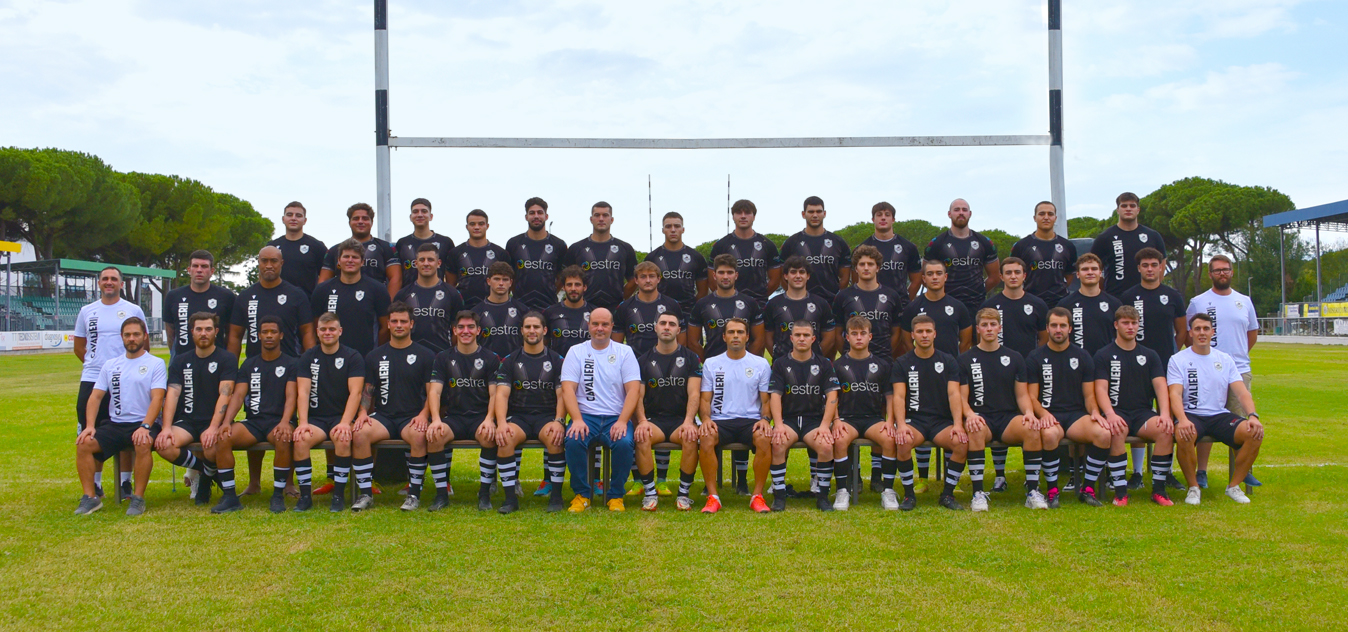
La squadra 2023-2024

## Cronologia
| Cronistoria del Cavalieri Union Rugby |
| --- |
| - 2010 · fondazione Unione Rugby Prato Sesto - 2010-11 · 4º girone B serie B - 2011-12 · 8º girone B serie B - 2012-13 · 2º girone B serie B Promozione in serie A2 - 2013-14 · 7º serie A2 Assegnazione alla serie A 2014-15 - 2014-15 · 3º pool promozione 1 serie A - 2015 · cambio ragione sociale in Cavalieri Union Rugby Prato Sesto - 2015-16 · 4º girone 1 serie A 2º pool retrocessione 1 - 2016-17 · 6º girone 1 serie A 1º pool retrocessione 1 - 2017-18 · 1º girone 4 serie A 5º pool promozione 1 - 2018-19 · 3º girone 3 serie A - 2019-20 · girone 3 Serie A, campionato sospeso - 2020-21 · Campionato annullato - 2021-22 · 2º girone 3 Serie A - 2022-23 · 2º girone 3 Serie A, perde semifinali playoff - 2023-24 · 2º girone 3 Serie A, perde semifinali playoff - 2024-25 · 9º girone 1 Serie A |